# Antocha biobtusa
Antocha biobtusa är en tvåvingeart som beskrevs av Alexander 1968. Antocha biobtusa ingår i släktet Antocha och familjen småharkrankar. Inga underarter finns listade i Catalogue of Life.